# Долбня, Иван Петрович
Иван Петрович Долбня (12 февраля (31 января) 1853, Пинск — 15 (2) февраля 1912, Санкт-Петербург) — русский математик, белорусского происхождения, профессор и директор Горного института.

## Биография
Окончил Горный институт в 1875 году. Преподавал математику в Оренбургской военной гимназии, затем в Нижегородском кадетском корпусе (где сыграл важную роль в формировании А. А. Ухтомского).
Защитил диссертацию «Исследование по теории абелевых интегралов». Исследовал задачу приведения абелевых интегралов к элементарным функциям. Работа Долбни 1890 года «О псевдо-эллиптических интегралах Абеля» посвящена установлению достаточных условий того, чтобы некоторые эллиптические интегралы выражались в логарифмах; применив функцию Вейерштрасса, Долбня добился более точных результатов, чем получили Е. И. Золотарёв и И. И. Сомов, работавшие над этой же задачей.
С 1896 года — профессор высшей математики в Горном институте (с перерывом в 1904—1906 годах, когда вместе с В. И. Бауманом, К. И. Богдановичем, Л. И. Лутугиным, В. В. Никитиным и Н. Н. Яковлевым вышел в отставку в знак протеста против отчисления революционно настроенных студентов и вернулся лишь после того, как студенты были вновь допущены к занятиям). В 1910—1912 годах — директор Горного института.
Публиковал начиная с 1890 года статьи во французской научной периодике, составившие посмертно вышедший том избранных работ (фр. Oeuvres mathématiques de Jean Dolbnia), опубликованный в 1913 году с предисловием Г. Дарбу.
Иван Петрович — выдающийся педагог, его наиболее заметным учеником был Н. М. Крылов.
По данным Mathematics Genealogy Project, Долбня был основателем второго по размеру из 24 семейств математиков, насчитывающихся в мире (первое по размеру восходит к Полкастро, третье и четвертое — к Д’Аламберу и Лейбницу.
Погребён на Смоленском православном кладбище у Московской дорожки на 2-м Горном участке.